# Императорский стеклянный завод
Императорский стеклянный завод — одно из старейших в России предприятий, специализировавшееся на выпуске изделий из стекла в основном для нужд российского императорского двора, которое в конце XIX в. стало частью Императорского фарфорового завода. Располагалось в Санкт-Петербурге в Стеклянном городке.

## История
Изготовление стекла началось в России в период царствования Михаила Фёдоровича, пожаловавшего «пушечных дел мастеру» Елисею Коету, шведу на русской службе, участок земли под Москвой для строительства фабрики, выпускавшей аптечное стекло. При Алексее Михайловиче и Петре Великом стекольное дело шло в гору, и на рубеже XVII—XVIII вв. в Москве существовало несколько заводов, выпускавших оконное стекло, зеркала и стеклянную посуду. В отвоёванном у шведов Ямбурге также имелись два стекольных завода, которые были переданы Петром А. Д. Меншикову и куда была переведена часть рабочих с московских фабрик. В 1730 году Ямбургские стекольные заводы выкуплены в казну и переданы в концессию британскому купцу Вильяму Элмзелю, впоследствии основавшему собственные стеклянные заводы на реке Лаве, у села Назья близ Ладожского озера, и в Санкт-Петербурге на реке Фонтанке в квартале, ограниченном Введенским каналом и Семёновским пр. (ныне Гороховая ул.).
В 1738 году Петербургский и Ямбургский казённые стекольные заводы переходят в ведомство Канцелярии. Первое стекольное предприятие новой столицы значительно расширяется, при нём работают три печи для варения материи. В конце 1740-х — начале 1750-х годов Правительствующий Сенат запрещает строительство стекольных заводов в пределах 200 вёрст от Москвы и Петербурга и указом от 1755 года распоряжается о перемещении Петербургского стекольного завода обратно в Ямбург. В Петербурге сохранилась часть завода, выполнявшая в основном шлифовку, полировку и гравировку отлитых в Ямбурге изделий. Завод на Фонтанке работал до 1774 г.
С закрытием первого стеклянного производства в Петербурге поставщиком стекла для нужд Двора стал стекольный завод в селе Назья Шлиссельбургского уезда, в 1777 г. пожалованный Екатериной II в вечное и потомственное владение князю Г. Потёмкину. В 1779 Потёмкин перевёз стеклянный завод в свои столичные владения, в усадьбу Озерки южнее Александро-Невской лавры (в район совр. пр. Обуховской обороны). После смерти князя завод был выкуплен Екатериной II обратно в казну и назван Императорским стеклянным заводом, при котором существовал отдельная зеркальная мастерская. С этого времени завод находился под общим управлением с Императорским фарфоровым заводом, находившемся в ведении князя Н. Б. Юсупова.
Являясь казённым предприятием, завод был сильно обременён заказами для нужд императорского двора, что не позволяло ему конкурировать с более успешными частными стекольными фабриками, ориентированными на выпуск массовых изделий. Тяжёлое финансовое положение предприятия пытались поправить отделением (1844, 1867) и обратным его слиянием (1848, 1867) с Императорским фарфоровым заводом, закрытием зеркального цеха (1852) и рядом внутренних реорганизаций. На положении завода, использовавшего труд приписанных к нему казённых крестьян, негативно отразилась и отмена крепостничества в 1861 г. Попытка продать завод в частные руки (1862) не увенчалась успехом. Несмотря на некоторое оздоровление дел завода усилиями его директора В. Книпера (1864—1890), на протяжении второй половины XIX в. завод оставался обузой для казны и в 1890 году был окончательно присоединён к Императорскому фарфоровому заводу. Самостоятельное стеклянное отделение при Императорском фарфоровом заводе существовало до 1917 года.

## Продукция
Императорский стеклянный завод изготавливал высококачественные художественные изделия, в том числе посуду и элементы декора. Немалая часть его творений имели монументальный характер и формировали официальную линию в русском декоративном искусстве. В 1910 г. на Стеклянном заводе был изготовлен купол из толстого полированного стекла для дворца великого князя Николая Николаевича на Петровской набережной. К проектированию штучных стеклянных изделий привлекались выдающиеся архитекторы Тома де Томон, К. Росси, А. Воронихин, В. Стасов; рецептурой приготовления цветного стекла занимался М. Ломоносов, изготовлением крупноформатных зеркал — И. Кулибин.
Со второй четверти XIX в. завод занимался изготовлением цветных мозаик и витражей, имел собственную лабораторию для подготовки красителей практически любого цвета: в заводском реестре значились более 20 000 оттенков смальты. Первый заказ на витражное стекло предположительно был связан с постройкой Готической капеллы (церкви св. Александра Невского) на территории имения Александрия в Петергофе, подаренном Николаем I своей супруге. Пионером витражного дела в России стал учитель рисования при стекольном заводе, А. Ф. Перниц. Художественная продукция завода имела неизменно-большой успех на российских и иностранных выставках.
До конца XVIII века предметы из бесцветного стекла производили с применением поташа, позднее удаётся освоить рецептуру свинцового хрусталя, обладавшего большой прозрачностью и чистотой. На Императорском заводе использовали роспись золотом, серебром, эмалевыми красками, гравировку и травление раствором плавиковой кислоты, «алмазную грань» и огранку. Часть изделий завода отправлялись в качестве дара российских императоров европейским монархам и аристократии. Свою продукцию завод продавал и частным лицам через собственный магазин (до 1856) и несколько купеческих лавок, а также участвуя во всероссийских ярмарках. С 1860-х годов завод приступает к выпуску посуды из более дешёвого содово-известкового стекла, что позволило ему несколько увеличить сбыт продукции частным заказчикам и поправить материальное положение. С 1906 г. живописной и шлифовальной мастерскими Фарфорового и Стеклянного заводов руководил художник-график Р. Т. Вильде.
В настоящее время коллекция произведений Императорского стеклянного завода экспонируется в музее Императорского фарфорового завода и в Государственном эрмитаже, выпустившем книгу об истории и произведениях завода.

## Стеклянный городок
Территория Императорского стеклянного завода с фабричными цехами, домами для рабочих и построенным возле него храмом во имя иконы Божьей матери «Всех скорбящих радость» (Скорбященская церковь) получила название Стеклянного городка. Стекольный завод стал художественной достопримечательностью Петербурга, его включали в первые путеводители по столице и рекомендовали к посещению. После переноса производства стекла на Императорский фарфоровый завод Стекольный городок подлежал перестройке в новый городской район, спланированный по радиально-концентрической схеме. Улицы назывались соответственно: Хрустальная, Фаянсовая, Глиняная, Глазурная, Зеркальный переулок. Стекольщики не покинули городок насовсем, возле бывших корпусов Императорского стекольного завода, на ул. Дёминская в 1911 г. были основаны Зеркальные мастерские Петроградского стекольного промышленного общества, национализированные в 1920 г. В послереволюционное время на их основе была создана Дёминская (Ленинградская) зеркальная фабрика (1924), а позднее основан Ленинградский завод художественного стекла (1940), обязанный своему появлению химику Н. Качалову, скульптору В. Мухиной и писателю А. Толстому.
В советское время на территории завода были построены жилые здания в стиле Сталинского неоклассицизма, корпуса промышленных предприятий и учреждений, разбит Дёминский сад. В 2008 году сохранившийся корпус Императорского стеклянного завода (пр. Обуховской обороны, 11Б) был продан инвестору, который собирался на его месте возвести девятиэтажный деловой центр и застроить часть Дёминского сквера. В результате активных действий петербургских градозащитников договор с инвестором был расторгнут, а заводской корпус отреставрирован в первозданном виде другим инвестором, открывающим в историческом здании гостиницу. Начало работ по приведению в порядок Дёминского сада ожидается в 2020 году.